# نی‌نواز هاملین

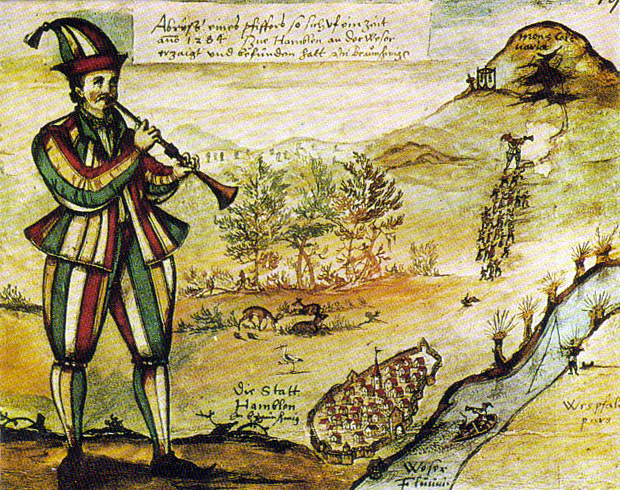
قدیمی‌ترین نقاشی نی‌نواز هاملن، این نقاشی آبرنگ در سال ۱۵۹۲ توسط فرایهر آگوستین فون مورسپرگ و از روی نقشی که بر روی پنجره کلیسای مارکت‌کیرشه سنت نیکولای در هاملن بوده کشیده شده‌است.

نی‌نواز هاملن یا فلوت‌زن رنگارنگ هاملن (در آلمانی: Rattenfänger von Hameln به معنی: موش‌گیر هامِلْن، در انگلیسی: Pied Piper of Hamelin به معنی نی‌نواز رنگین‌پوش هاملن)؛ از داستان‌های اروپایی سده‌های میانه مربوط به شهر هاملن در آلمان است.
موضوع این داستان رفتن یا مرگ بیشتر کودکان این شهر است و نسخه‌های قدیمی این داستان، یک نی‌نواز سحرآمیز را علت ترک شهر توسط کودکان نامیده‌است.
در سده ۱۶ میلادی این داستان تبدیل به قصه‌ای کامل شد به این مضمون که موش‌های مزاحم، شهر هاملن را دربر گرفته‌بودند و روزی سر و کله نی‌نوازی رنگین‌پوش با یک نی سحرآمیز در این شهر پیدا می‌شود و قول می‌دهد که مشکل موش در این شهر را حل کند. او با نواختن نی خود موفق می‌شود همه موش‌ها را از شهر به بیرون بکشاند. پس از آن، مردم شهر از پرداخت دستمزد توافق‌شده به نی‌نواز خودداری می‌کنند و او برای تلافی این کار، با نواختن آوازی دیگر با نی خود، همه کودکان شهر را افسون کرده و به بیرون از شهر می‌کشاند و با خود می‌برد.
روایت‌هایی از این داستان در میان نوشته‌های نویسندگان گوناگون از جمله یوهان گوته، برادران گریم و رابرت براونینگ دیده می‌شود.
گفته می‌شود اصطلاح pay the piper (تحت‌اللفظی: دادن پول نی‌نواز) در زبان انگلیسی که به معنی «هرکه خربزه می‌خورد پای لرزش هم می‌نشیند» است از این داستان الهام گرفته‌است.

## در واژه‌نامه لانگمن
در کتاب واژه‌نامه لانگمن، فرهنگ بریتانیا و ایالات متحده آمریکا درباره نی‌نواز هاملن آمده است که این شخصیت داستانی که از یک قصه کهن آلمانی الهام گرفته شده است، با نواختن در فلوت خود موش‌های صحرایی را به دنبال خود می‌کشید و نهایتاً" آنها را در درون یک رودخانه غرق می‌کرد و از دست آنها خلاص می‌شد. این اتفاق‌ها در شهر هاملن آلمان روی می‌دهد. پس از این رویداد وقتی پاید پایر (نی‌نواز هاملن) مورد تقدیر قرار نمی‌گیرد دوباره در فلوتش می‌نوازد و پس از آن کودکان به دنبال او راه می‌افتند.